# Pep Plaza
Pep Plaza, född 1972 i Mataró, är en katalansk (spansk) skådespelare och imitatör. Han har bland annat medverkat i TV-programmen Crackòvia och Polònia (TV3) samt i en mängd teateruppsättningar. Bland mer uppmärksammade imitationer finns de som Pep Guardiola (för Crackòvia) och Pedro Sánchez (för Polònia).

## Biografi
Plaza verkade redan som ung i olika amatörteater- och lokalradiosammanhang. Hans senare framgångar gladde modern Maria Rosa Missé, som hade egna barndomsdrömmar som komiker men hindrades av sina föräldrar. Under uppväxten påverkades hela familjen av det faktum att Peps bror led av schizofreni.

### Karriär
Efter att ha tillbringat större delen av 1990-talet med uppträdanden på företagsfester och inom barnunderhållning, övertalades han att försöka lyckan inom televisionen. 2001 debuterade han inom TV i programmet Set de nit, presenterat av Toni Soler, där han imiterade katalanska kändisar som Jordi González, Lluís Canut och Joan Gaspart.
Strax därpå blev han fast medverkande i Versió original på Catalunya Ràdio, varefter han under fyra säsonger hördes på Versió RAC1 på den konkurrerande radiokanalen RAC1. Andra större produktioner under 00-talet var Homo zapping på spanska riks-TV-kanalen Antena 3 (2003–2007) och El club på katalanska TV3 (2004–2009).
Från och med 2008 blev Plaza fast medarbetare på de båda TV3-produktionerna Polònia och Crackòvia. Till att börja med var förknippades han mycket med sin imitation av Pep Guardiola (under några års tid världens mest framgångsrika fotbollstränare) i Crackòvia. I båda programmen gjorde han en mängd olika imitationer, och han har under årens lopp ibland omnämnts som "mannen med tusen ansikten". Deltagandet i Crackòvia fortsatte fram till 2017, när programmet lades i malpåse. Under senare år har hans rolltolkning av Pedro Sánchez (sedan 2018 Spaniens premiärminister) synts varje vecka i Polònia, där han även imiterat namn som programledaren Jordi Basté, sångaren Tomeu Penya och författaren Quim Monzó.
Vid sidan av etermedierna har Pep Plaza fortsatt synts på scenen, i olika uppsättningar. Detta inkluderar hans monologer Pep Plaza, i ara què på Teatre Barcelona och Pep Plaza... Ara més.

### Privatliv
Pep Plaza är gift med sångerskan Txell Sust. Hon har bland annat varit bakgrundssångare vid ett antal av Alejandro Sanz världsturnéer.